# Dráčkovití
Dráčkovití (Pegasidae) jsou čeleď paprskoploutvých ryb z řádu Syngnathiformes. Relativně nepočetná skupina čítá pouze dva rody, Eurypegasus Bleeker, 1863 a Pegasus Linnaeus, 1758. Za její popisnou autoritu je pokládán francouzský přírodovědec Charles Lucien Bonaparte (1831). Odborné jméno odkazuje na bájného okřídleného koně Pegase.
Jde o nepříliš velké ryby atypického vzhledu, největším zástupcem je dráček dlouhoocasý (Pegasus volitans) se svými 14, možná až 18 cm. Vyznačují se širokým zploštělým tělem chráněným kostěnými destičkami, špičatým rypcem s bezzubými ústy pod sebou a zvláštně tvarovanými ploutvemi. Prsní ploutve jsou široké a vějířovité, s 9–19 paprsky, zatímco hřbetní a řitní ploutev zůstávají drobné a nesou pouze 5 měkkých paprsků. Násadec ocasní ploutve má čtyřhranný tvar. U dráčkovitých došlo ke ztrátě plynového měchýře.
Dráčkovití se vyskytují v Indickém oceánu a západním Pacifiku. Typicky žijí v pobřežní zóně, někdy pronikají i do brakických vod. Maximální hloubka, v níž se pohybují, činí asi 150 m. Dráčkovití jsou predátoři drobných živočichů, po nichž pátrají v bentosu. Třou se však v pelagické zóně blízko hladiny.
Pro své nezvyklé vzezření jsou dráčkové loveni a sušeni jako amulety či ozdoby, zejména v jihovýchodní Asii. Loví se také pro čínskou, resp. východoasijskou tradiční medicínu.